# 陸文獻
陸文獻（16世紀—17世紀），字徵甫，號足吾，蘇州府嘉定縣人，明朝政治人物。

## 生平
陸文獻本姓龔，是工部尚書龔弘的從曾孫，因年幼時在外祖陸氏家居住，故冒陸姓入太倉州籍。萬曆三十四年（1606年）中舉人，四十一年（1613年）成進士，獲授太常寺博士；天啓元年（1621年）同考順天府鄉試，二年五月升任戶科給事中，疏陈足饷之策：一复屯政、一修盐法、一广鼓铸、一興水利，疏下部议。又疏陈战守之实，三年十月巡视光禄寺，疏言庖政，十一月疏陈制胜保疆四议。四年升刑科右，巡视皇城，五年升兵科左，上言遼東兵事，九月升刑科都給事中，七年升任太僕寺卿，管太常寺少卿事，終官江西巡撫。
天啟年間魏忠賢擅權，侯震暘彈劾客氏令其痛恨，陸文獻為侯震暘剖白，使魏忠賢釋懷；其後文震孟、姚希孟分別因忤逆閹黨，駕帖傳達至刑科，他堅拒逮捕二人，向魏忠賢說：「近日江南因周順昌無故煽動，現在逮捕二人也沒有實際罪名，為何要再次結怨呢？」對方恐懼，事情因此結束。不久朝廷商議嘉定恢復漕運，他判斷時勢後極力周旋，令事情擱置，後事不詳。